# Philip Hannan

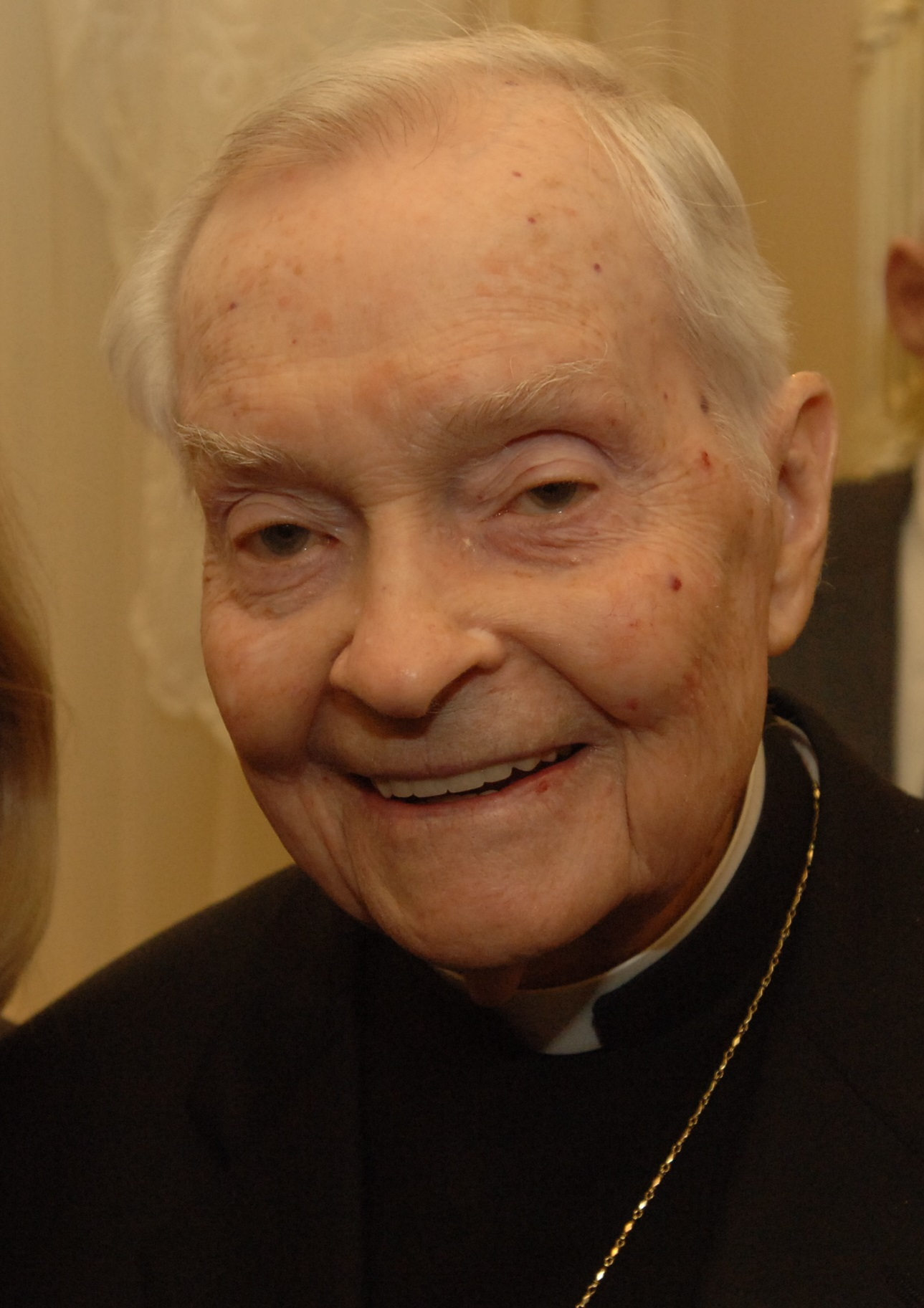
Philip Hannan (um 2000)

Philip Matthew Hannan (* 20. Mai 1913 in Washington, D.C.; † 29. September 2011 in New Orleans, Louisiana) war römisch-katholischer Erzbischof von New Orleans.

## Leben
Philip Hannan studierte an der Katholischen Universität von Amerika in Washington, D.C. und von 1936 bis 1939 am Päpstlichen Nordamerika-Kolleg in Rom. An der Päpstlichen Universität erwarb er das Lizentiat in Theologie und wurde 1948 an der Katholischen Universität von Amerika nach Anfertigung einer Dissertationsschrift mit dem Titel The canonical concept of „congrua sustentatio“ for the secular clergy in Kanonischem Recht promoviert. In Rom erlebte er den Faschismus in Italien und Deutschland; 2003 veröffentlichte er eine Autobiografie „Rome: Living Under the Axis“ über diese Zeit. Er empfing die Priesterweihe am 8. Dezember 1939 und war als Seelsorger in Baltimore, Maryland, tätig. 1942 trat er in die United States Army ein und war Kaplan in der 82. US-Luftlandedivision. Er war Teilnehmer an der Ardennenoffensive zum Jahreswechsel 1944/1945. Vor der Eroberung Kölns soll er die Beschießung der Domtürme als Beobachtungspunkte verhindert haben. Später war er im Auftrag von Kardinal Frings für kurze Zeit treuhänderischer Dompfarrer („custodian“) und schützte den Dom mit Wachtposten vor der Plünderung. Deswegen wurde er vielfach „Retter des Kölner Doms“ genannt. Kardinal Höffner ernannte ihn 1985 auf Antrag des Domkapitels zum Ehrendomherrn der Kathedrale.
Nach der Rückkehr in die USA wurde er Cancellarius Curiae des neu gebildeten Erzbistums Washington. 1952 ernannte ihn Papst Pius XII. zum Monsignore. 1956 wurde Hannan von Papst Pius XII. zum Titularbischof von Hieropolis und zum Weihbischof im Erzbistum Washington ernannt. Die Bischofsweihe spendete ihm der Apostolische Delegat in den USA, Amleto Giovanni Cicognani, am 28. August 1956.
Während dieser Zeit freundete er sich mit der Kennedy-Familie an. Hannan hielt die Grabrede beim Staatsbegräbnis von John F. Kennedy und 1994 auch bei Jacqueline Kennedy Onassis.
Er gehörte der US-Delegation beim Zweiten Vatikanischen Konzil von 1962 bis 1965 an und nahm an allen vier Sitzungsperioden als Konzilsvater teil. 1965 wurde er von Papst Paul VI. zum Erzbischof von New Orleans ernannt. Er war Gastgeber von Papst Johannes Paul II. bei dessen Besuch im Jahre 1987. 1988 wurde seinem altersbedingten Rücktrittsgesuch von Johannes Paul II. zugestimmt.
Hannan wurde mehrfach ausgezeichnet. Von der in New Orleans erscheinenden Tageszeitung Times-Picayune erhielt er den Times-Picayune Loving Cup. Er ist Namensgeber der „Archbishop Hannan High School“ im St. Tammany Parish, Louisiana, sowie der „Hannan Hall“ an der Katholischen Universität von Amerika. Er erhielt die Ehrendoktorwürde in Rechtswissenschaften der Katholischen Universität von Amerika und der Georgetown University. 1994 wurde er mit dem Fürst-Trpimir-Orden ausgezeichnet.
Er war Präsident des PBS-Fernsehsenders WLAE TV und der gemeinnützigen Organisation Focus Worldwide TV.
Philip Hannan galt als eine der bedeutendsten Persönlichkeiten des US-Katholizismus im 20. Jahrhundert.

## Schriften
- Rome: Living Under the Axis, St. Andrew’s Productions 2003, ISBN 1-891903-32-2, zusammen mit Michael Fontecchio